# ロビンソン環化反応
ロビンソン環化反応（ロビンソンかんかはんのう、Robinson annulation）は、カルボニル化合物とα,β-不飽和ケトンが、酸または塩基を触媒として反応し、6員環のα,β-不飽和ケトンが生成する反応のことである。1935年にロバート・ロビンソンらによって報告された。
この反応は、縮環した6員環を含むステロイドやテルペノイドの合成に重要な反応である。

## 反応機構
反応の機構は、カルボニル化合物から生成したエノラートがα,β-不飽和ケトンにマイケル付加し、1,5-ジカルボニル化合物が得られ、これが分子内アルドール縮合することにより、最終生成物の6員環のα,β-不飽和ケトンが生成するというものである。
生成する化合物が複数予想される場合、マイケル付加もアルドール縮合も平衡反応であるため、最も熱力学的に安定した化合物が主生成物となる。
α,β-不飽和ケトンの中には、メチルビニルケトンのように、酸や塩基によって重合しやすいものもあるため、系内で徐々にα,β-不飽和ケトンに変化する基質や、重合を防ぐような保護基を導入した基質を使用して反応を行なう改良法も知られている。
英語においては単独の6員環を合成する場合をRobinson annulation、すでにある環に6員環を縮環させる場合をRobinson annelationとして区別する場合がある。

## 応用
α,β-不飽和ケトンの代わりに1,3-ジクロロ-シス-2-ブテンをカルボニル化合物と反応させ、6員環のα,β-不飽和ケトンを得る反応はWichterle 反応と呼ばれる。